# Conjunto direcionado
Em matemática, um conjunto direcionado (ou uma pré-ordem direcionada ou um conjunto filtrado) é um conjunto não vazio A junto com uma relação binária reflexiva e transitiva ≤ (isto é, uma pré-ordem), com a propriedade adicional de que todo par de elementos tem uma cota superior. Em outras palavras, para quaisquer a e b em A deve existir algum c em A tal que a ≤ c e b ≤ c.